# K-564 Arhangelsk
Arhangelsk (rusko Архангельск) je jedrska podmornica z manevrirnimi raketami razreda Jasen-M Ruske vojne mornarice. Poimenovana je po Arhangelsku. Njen gredelj je bil položen 27. julija 2014, splavljena je bila 29. novembra 2023, v uporabo pa je bila predana 27. decembra 2024. Projekt je razvil konstruktorski biro Malahit, glavni konstruktor pa je bil Vladimir Nikolajevič Pjalov. Je četrta podmornica nadgrajenega razreda Jasen-M in je del 11. divizije podmornic Severne flote v Zaozjorsku.
Arhangelsk in ostale podmornice razreda Jasen-M se znatno razlikujejo od prve podmornice razreda, Severodvinsk. So okrog 9 m krajše in so opremljene z novim jedrskim reaktorjem, KTP-6 (tudi KTP-6-185SP). KTP-6 uporablja izboljšan sistem hlajenja, saj primarni krog uporablja tehnologijo naravnega kroženja hladilne tekočine skozi sredico reaktorja in ne potrebuje glavnih obtočnih črpalk. Te so en glavnih virov hrupa na jedrski podmornici. Ameriška vojna mornarica je tehnologijo naravnega kroženja hladilne tekočine začela uporabljati že v 1980-ih letih z razredom Ohio. Poleg tega so cevi primarnega hladilnega kroga v samem bloku reaktorja (monobločni dizajn), kar bistveno zmanjša verjetnost nesreč in izpostavljenosti sevanju za posadko. Sredica reaktorja bo imela življenjsko dobo 25–30 let in ne bo potrebovala menjave goriva. Razred Jasen-M prav tako nosi nov sonarski sistem, ki ni več sferičen, ampak valjast.